# Sendero de los cuatro términos
El Sendero de los cuatro términos discurre por el monte Selladores Contadero, propiedad del Ministerio para la Transición Ecológica y el Reto Demográfico, dentro del Parque Natural Sierra de Andújar, en Jaén (España). Sigue el trazado de la vía pecuaria Cañada Real de La Plata por la Mojonera, del Inventario de vías pecuarias de Andalucía.
El recorrido es de carácter lineal, con 3842 metros (12 605 pies). de longitud y un desnivel de 270 metros (885,8 pies) en el trayecto de ida.
Su nombre se debe a que el sendero concluye en un cerro o puntal donde coinciden cuatro términos municipales: Andújar, Villanueva de la Reina, Baños de la Encina, de la Provincia de Jaén y Mestanza, de Ciudad Real.
Se trata de un recorrido de carácter montañero que atraviesa parajes muy poco transitados, cubiertos de una interesante vegetación natural. Su inicio está en el Collado Jarzín, a 692 m.s.m. en la confluencia de las carreteras JM-5003 y JM-5005 que unen Los Escoriales con El Centenillo. El punto final es el mojón de los Cuatro Términos, a 954 m.s.m.
Tiene valores paisajísticos (puede divisarse gran parte de las Provincias de Jaén al sur y Ciudad Real al norte), zoológicos (cigüeña negra, buitre negro, rapaces rupícolas y especies cinegéticas), botánicos (bosques de quejigos, alcornoques, enebros y un pequeño bosque melojar en el vecino pico de Selladores) y geológicos (discurre por terrenos cuarcíticos que no son habituales en la zona).